# Giải vô địch bóng đá nữ Đông Nam Á 2019
Giải vô địch bóng đá nữ Đông Nam Á 2019 là phiên bản thứ 10 của Giải vô địch bóng đá nữ Đông Nam Á, một giải đấu quốc tế bóng đá nữ được tổ chức bởi Liên đoàn bóng đá ASEAN (AFF). Giải đấu được tổ chức bởi Thái Lan từ ngày 15 đến 27 tháng 8 năm 2019.

## Vòng bảng
Giờ địa phương là THA (UTC+07:00)

### Bảng A
| VT | Đội             | ST | T | H | B | BT | BB | HS  | Đ  | Giành quyền tham dự     |
| -- | --------------- | -- | - | - | - | -- | -- | --- | -- | ----------------------- |
| 1  | Thái Lan (H, A) | 4  | 4 | 0 | 0 | 28 | 2  | +26 | 12 | Vòng đấu loại trực tiếp |
| 2  | Philippines (A) | 4  | 3 | 0 | 1 | 16 | 4  | +12 | 9  | Vòng đấu loại trực tiếp |
| 3  | Malaysia (E)    | 4  | 2 | 0 | 2 | 9  | 10 | −1  | 6  |                         |
| 4  | Đông Timor (E)  | 4  | 1 | 0 | 3 | 2  | 22 | −20 | 3  |                         |
| 5  | Singapore (E)   | 4  | 0 | 0 | 4 | 1  | 18 | −17 | 0  |                         |

| Philippines                     | 3–0      | Malaysia |
| ------------------------------- | -------- | -------- |
| - Rodriguez 40', 60' - Long 51' | Chi tiết |          |

| Đông Timor                     | 2–1      | Singapore               |
| ------------------------------ | -------- | ----------------------- |
| - Fernandes 59' - D. Costa 73' | Chi tiết | - Danelle 90+6' (ph.đ.) |

| Đông Timor | 0–7      | Philippines                                                                                 |
| ---------- | -------- | ------------------------------------------------------------------------------------------- |
|            | Chi tiết | - Quezada 5' - Castañeda 13' - Rodriguez 23', 45+2' - Long 62' (ph.đ.), 76' - Lemoran 90+2' |

| Singapore | 0–8      | Thái Lan                                                                                             |
| --------- | -------- | --- |
|           | Chi tiết | - Wilaiporn 3', 68', 90+3' - Rattikan 30' - Orapin 45' - Saowalak 72' - Irravadee 75' - Nutwadee 83' |

| Malaysia                                                     | 4–0      | Singapore |
| ------------------------------------------------------------ | -------- | --------- |
| - Nurul I. 26' - Lovelytha 35' - Jaciah 56' - Shereilynn 80' | Chi tiết |           |

| Thái Lan | 9–0      | Đông Timor |
| --- | -------- | ---------- |
| - Jaruwan 1' - Mendonça 11' (l.n.) - Orapin 45', 90' - Kanjana 50', 60' - Suchawadee 63', 90+2' - Pitsamai 64' | Chi tiết |            |

| Malaysia                                            | 5–0      | Đông Timor |
| --------------------------------------------------- | -------- | ---------- |
| - Sihaya 16', 86' - Dadree 60', 66' - Norhanisa 78' | Chi tiết |            |

| Philippines        | 2–4      | Thái Lan                                                   |
| ------------------ | -------- | ---------------------------------------------------------- |
| - Quezada 11', 66' | Chi tiết | - Jaruwan 16' - Rattikan 74' - Silawan 75' - Wilaiporn 90' |

| Singapore | 0–4      | Philippines                           |
| --------- | -------- | ------------------------------------- |
|           | Chi tiết | - Del Campo 1', 45', 49' - Quezada 7' |

| Thái Lan                                                       | 7–0      | Malaysia |
| -------------------------------------------------------------- | -------- | -------- |
| - Saowalak 2', 14', 35', 86' - Orapin 26' - Khwanrudi 43', 47' | Chi tiết |          |

### Bảng B
| VT | Đội           | ST | T | H | B | BT | BB | HS  | Đ | Giành quyền tham dự     |
| -- | ------------- | -- | - | - | - | -- | -- | --- | - | ----------------------- |
| 1  | Việt Nam (A)  | 3  | 3 | 0 | 0 | 21 | 0  | +21 | 9 | Vòng đấu loại trực tiếp |
| 2  | Myanmar (A)   | 3  | 2 | 0 | 1 | 17 | 5  | +12 | 6 | Vòng đấu loại trực tiếp |
| 3  | Indonesia (E) | 3  | 1 | 0 | 2 | 4  | 14 | −10 | 3 |                         |
| 4  | Campuchia (E) | 3  | 0 | 0 | 3 | 1  | 24 | −23 | 0 |                         |

| Myanmar | 7–0      | Indonesia |
| --- | -------- | --------- |
| - Yee Yee Oo 3', 27', 90' - Khaing Thazin 17' - Khin Moe Wai 45+4' - Win Theingi Tun 66' - Khin Marlar Tun 76' | Chi tiết |           |

| Việt Nam | 10–0     | Campuchia |
| --- | -------- | --------- |
| - Huỳnh Như 3', 7' - Sreyneat 4' (l.n.) - Phạm Hải Yến 15', 16', 84' - Nguyễn Thị Bích Thùy 17', 19', 24', 69' | Chi tiết |           |

| Indonesia | 0–7      | Việt Nam                                                                                                |
| --------- | -------- | --- |
|           | Chi tiết | - Nguyễn Thị Bích Thùy 1' - Huỳnh Như 19', 40', 43' - Phạm Hải Yến 22' - Nguyễn Thị Tuyết Dung 61', 63' |

| Campuchia           | 1–10     | Myanmar |
| ------------------- | -------- | --- |
| - Nimol 77' (ph.đ.) | Chi tiết | - Yee Yee Oo 45+5', 73', 90', 90+4' - May Thu Kyaw 30' - Khin Marlar Tun 31' - Win Theingi Tun 60', 90+3' - Khin Moe Wai 64' - Thin Thin Yu 79' |

| Myanmar | 0–4      | Việt Nam                                                                        |
| ------- | -------- | ------------------------------------------------------------------------------- |
|         | Chi tiết | - Phạm Hải Yến 13', 61' - Thái Thị Thảo 43' - Nguyễn Thị Tuyết Dung 64' (ph.đ.) |

| Campuchia | 0–4      | Indonesia                                      |
| --------- | -------- | ---------------------------------------------- |
|           | Chi tiết | - Mayang 21' - Dewi 25', 90+1' - Amiatun 90+4' |

## Vòng đấu loại trực tiếp
|  | Bán kết               | Bán kết           |                       |   | Chung kết | Chung kết |
|  |                       |                   |                       |   |           |           |
|  | 25 tháng 8 – Chonburi |                   |                       |   |           |           |
|  |                       |                   |                       |   |           |           |
|  | Thái Lan              | 3                 |                       |   |           |           |
|  | Thái Lan              | 3                 | 27 tháng 8 – Chonburi |   |           |           |
|  | Myanmar               | 1                 |                       |   |           |           |
|  | Myanmar               | 1                 | Thái Lan              | 0 |           |           |
|  | 25 tháng 8 – Chonburi |                   | Thái Lan              | 0 |           |           |
|  |                       | Việt Nam (s.h.p.) | 1                     |   |           |           |
|  | Việt Nam              | Việt Nam (s.h.p.) | 1                     | 2 |           |           |
|  | Việt Nam              |                   |                       | 2 |           |           |
|  | Philippines           | 1                 |                       |   |           |           |
|  | Philippines           | 1                 | Tranh hạng ba         |   |           |           |
|  |                       |                   |                       |   |           |           |
|  | 27 tháng 8 – Chonburi |                   |                       |   |           |           |
|  |                       |                   |                       |   |           |           |
|  | Myanmar               | 3                 |                       |   |           |           |
|  | Myanmar               | 3                 |                       |   |           |           |
|  | Philippines           | 0                 |                       |   |           |           |

### Bán kết
| Việt Nam                                    | 2–1      | Philippines                      |
| ------------------------------------------- | -------- | -------------------------------- |
| - Huỳnh Như 41' - Nguyễn Thị Tuyết Dung 57' | Chi tiết | - Trần Thị Hồng Nhung 35' (l.n.) |

| Thái Lan                                    | 3–1      | Myanmar                 |
| ------------------------------------------- | -------- | ----------------------- |
| - Pitsamai 20' - Rattikan 81' - Silawan 88' | Chi tiết | - Khin Marlar Tun 90+3' |

### Tranh hạng ba
| Myanmar                           | 3–0      | Philippines |
| --------------------------------- | -------- | ----------- |
| - Yee Yee Oo 63' - Nu Nu 66', 72' | Chi tiết |             |

### Chung kết
| Thái Lan | 0–1 (s.h.p.) | Việt Nam        |
| -------- | ------------ | --------------- |
|          | Chi tiết     | - Huỳnh Như 93' |

## Đội vô địch
| Đội vô địch giải bóng đá nữ Đông Nam Á 2019 |
| ------------------------------------------- |
| Việt Nam Lần thứ 3                          |

## Cầu thủ ghi bàn
8 bàn
- Yee Yee Oo

7 bàn
- Huỳnh Như

6 bàn
- Phạm Hải Yến

5 bàn
- Saowalak Pengngam
- Nguyễn Thị Bích Thùy

4 bàn
- Camille Rodriguez
- Quinley Quezada
- Orapin Waenngoen
- Wilaiporn Boothduang
- Nguyễn Thị Tuyết Dung

3 bàn
- Khin Marlar Tun
- Win Theingi Tun
- Alisha Del Campo
- Hali Long
- Rattikan Thongsombut

2 bàn
- Dewi Tia Safitri
- Dadree Rofinus
- Sihaya Ajad
- Khin Moe Wai
- Nu Nu
- Jaruwan Chaiyarak
- Kanjana Sungngoen
- Khwanrudi Saengchan
- Suchawadee Nildhamrong
- Pitsamai Sornsai
- Silawan Intamee

1 bàn
- Somrit Nimol
- Baiq Amiatun Shalihah
- Mayang
- Charisa Lemoran
- Sara Castañeda
- Irravadee Makris
- Nutwadee Pram-Nak
- Jaciah Jumilis
- Lovelytha Jelus
- Norhanisa Yahya
- Nurul Izzati Zainol
- Shereilynn Elly Pius
- Khaing Thazin
- May Thu Kyaw
- Thin Thin Yu
- Danelle Tan Li Ern
- Dolores Costa
- Luselia Fernandes
- Thái Thị Thảo

1 bàn phản lưới
- Sen Sreyneat (gặp Việt Nam)
- Zonalia Mendonça (gặp Thái lan)
- Trần Thị Hồng Nhung (gặp Philippines)